# Smolany (obwód witebski)
Smolany (biał. Смаляны, Smalany; ros. Смоляны, Smolany) – agromiasteczko na Białorusi, w obwodzie witebskim, w rejonie orszańskim. 

## Historia
Właścicielami Smolan były rody Sanguszków i Sapiehów. W końcu XVIII wieku było to miasto magnackie w powiecie orszańskim województwa witebskiego.
W Smolanach został pochowany polski poeta, badacz minerałów i przyrodnik Tomasz Zan, tutaj spoczywa także jego żona oraz dwóch synów zmarłych w niemowlęctwie.
Podczas okupacji hitlerowskiej, w sierpniu 1941 roku Niemcy utworzyli getto dla żydowskich mieszkańców. Przebywało w nim około 800 osób. 5 kwietnia 1942 roku Niemcy zlikwidowali getto, a Żydów zamordowali w lesie Dubińska Dacza. 

## Zabytki
- cerkiew św. Aleksego w ruinie, 1864
- drewniana cerkiew Przemienienia Pańskiego, 1750
- kościół Wniebowzięcia Najświętszej Maryi Panny i klasztor Dominikanów, w ruinie, 1678-1680
- Zamek w Smolanach, w ruinie, wybudowany około 1600.
- grób poety i geologa Tomasza Zana (zm. 1855) na cmentarzu katolickim, na którym zachowało się kilka polskich nagrobków
- dwór z XVIII/XIX wieku

## Galeria

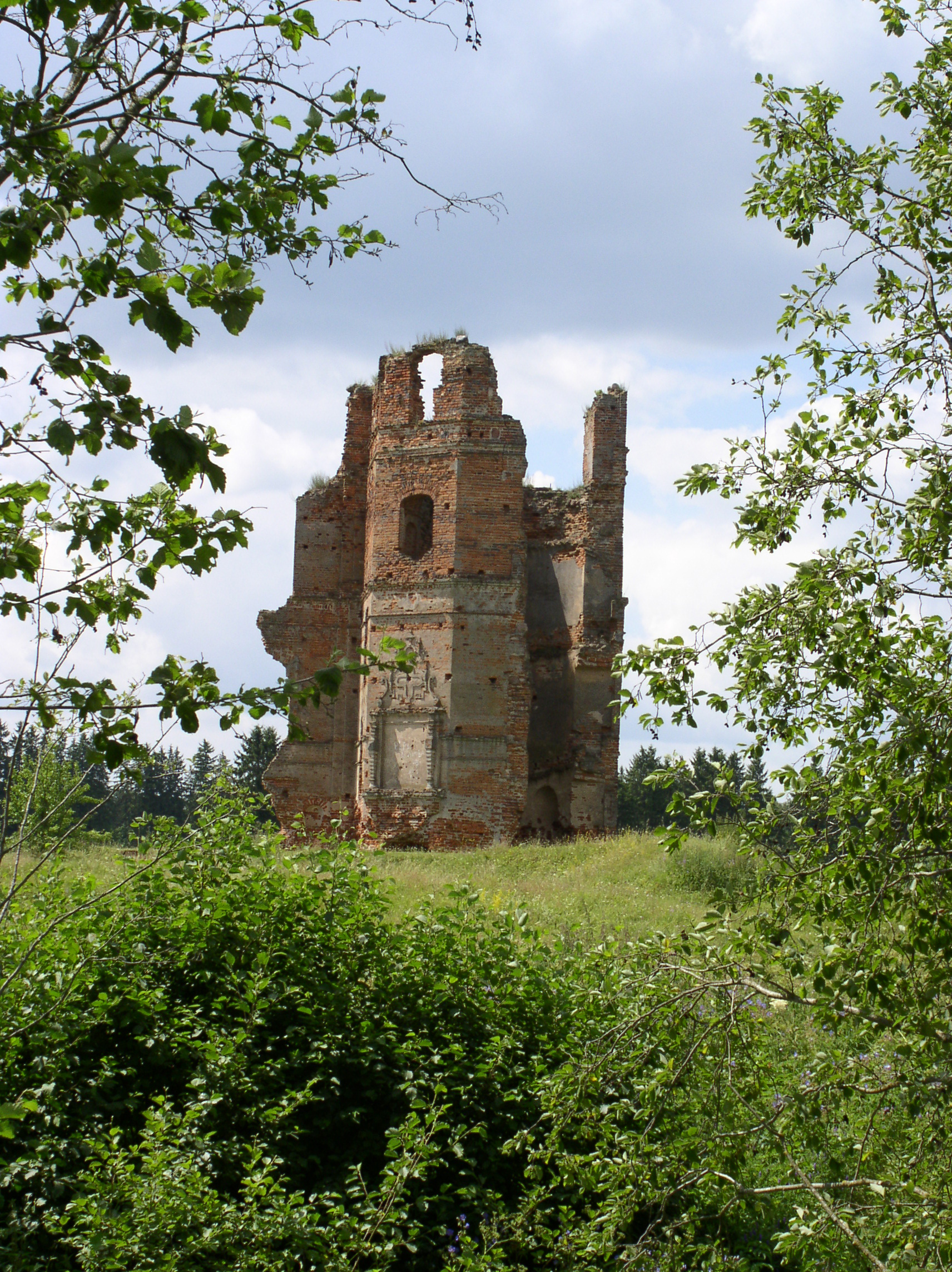
Ruiny zamku Biały Kowiel
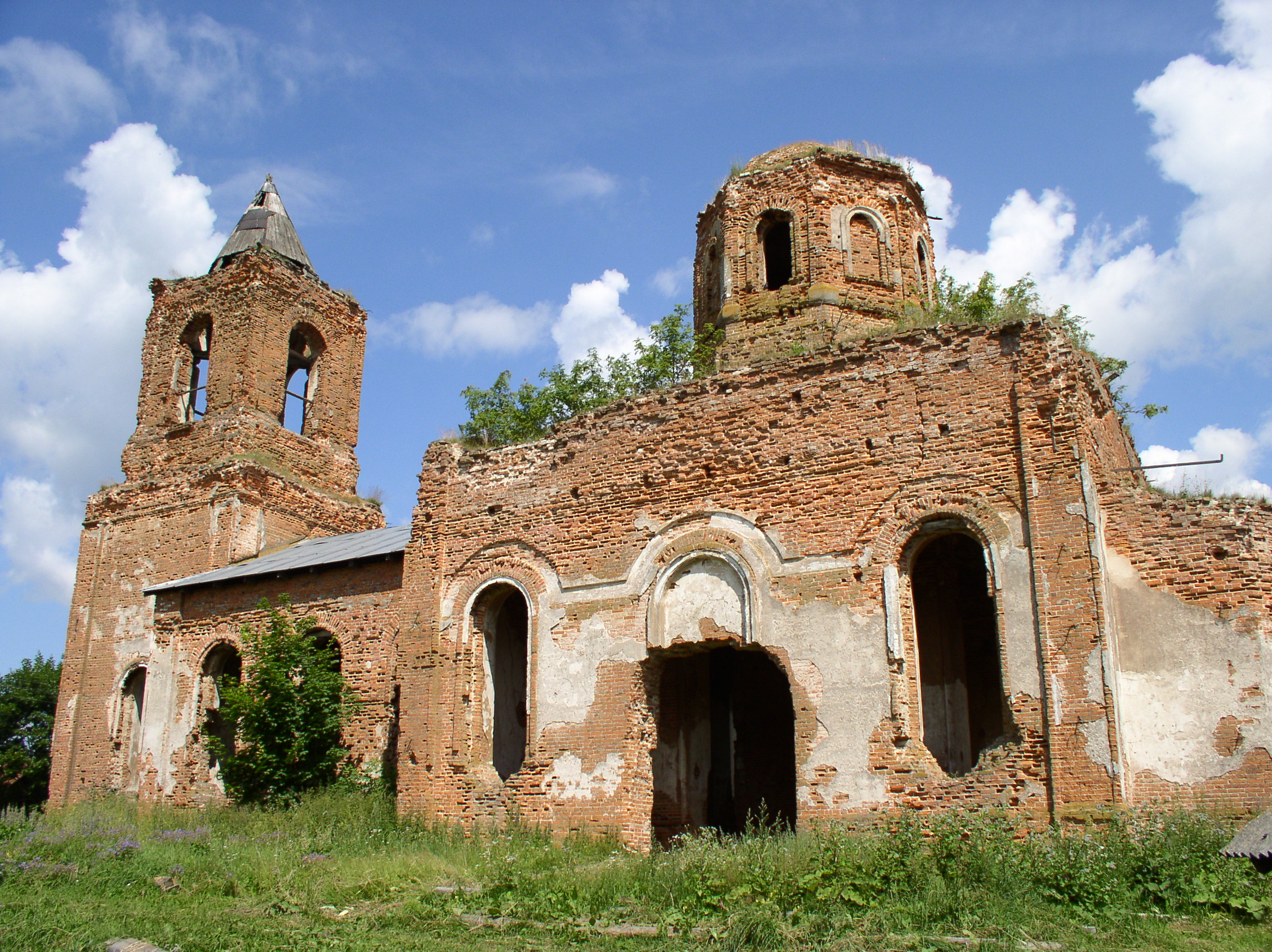
Ruiny cerkwi św. Aleksego
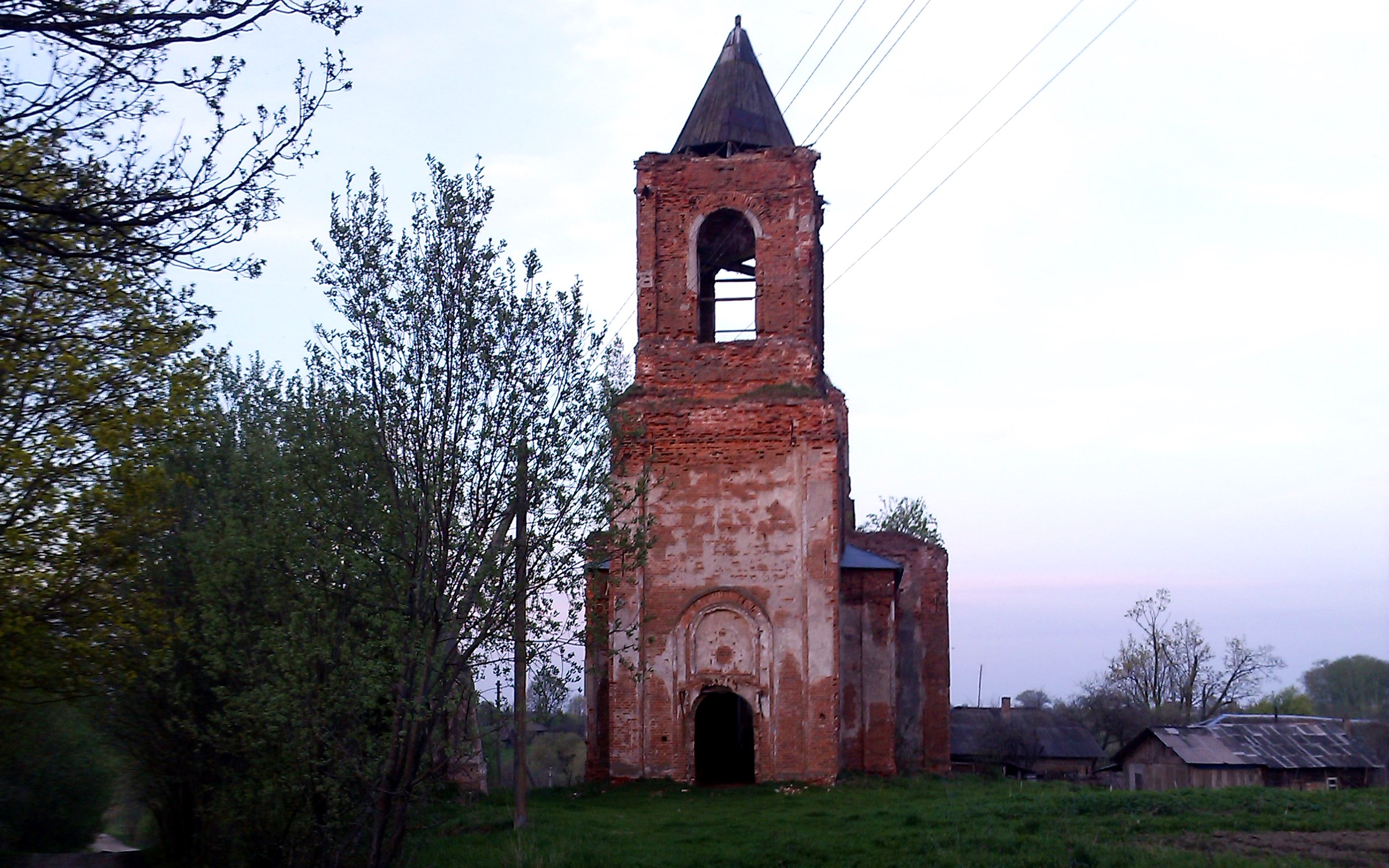
Ruiny cerkwi św. Aleksego
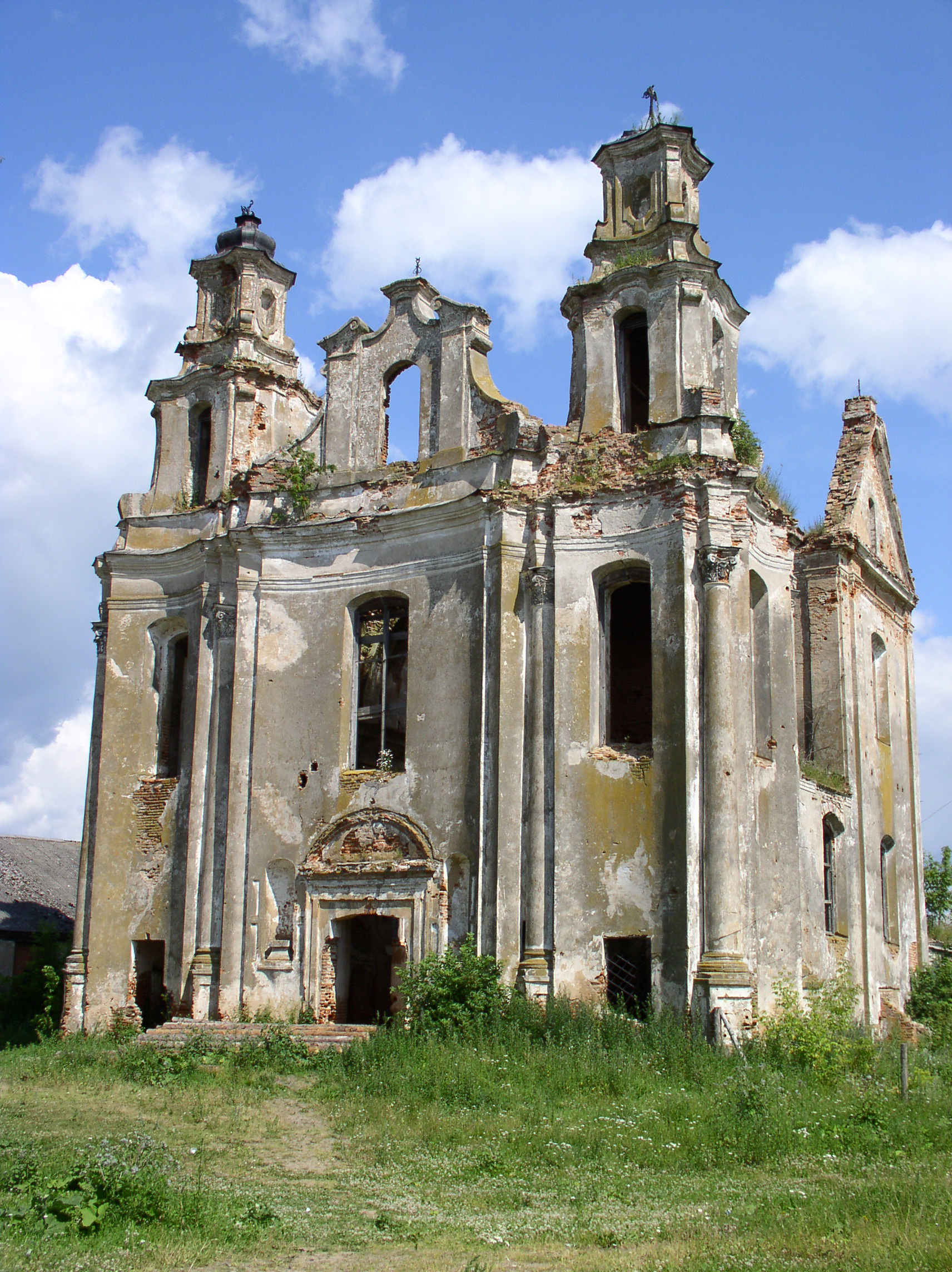
Ruiny kościoła podominikańskiego
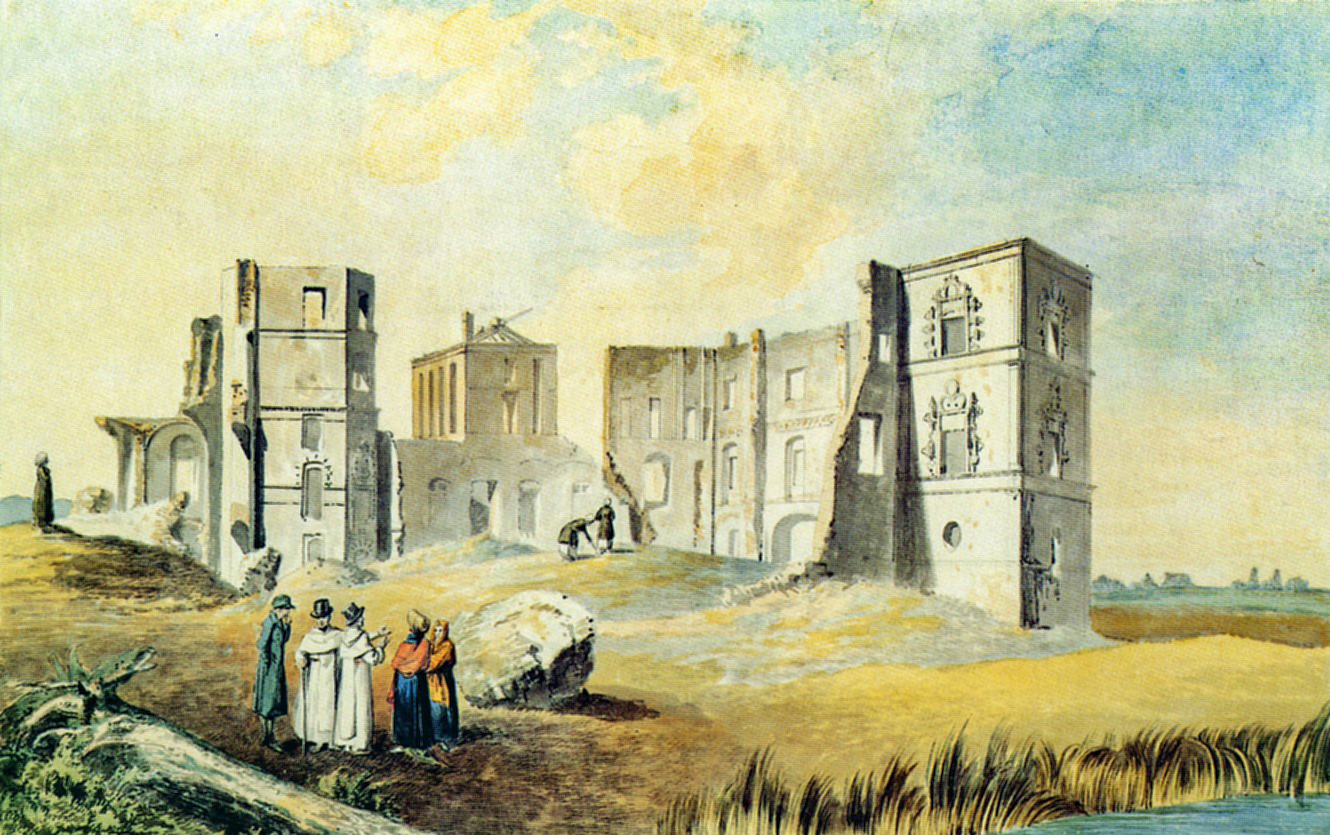
Zamek, rys. Józef Peszka, około 1800 roku
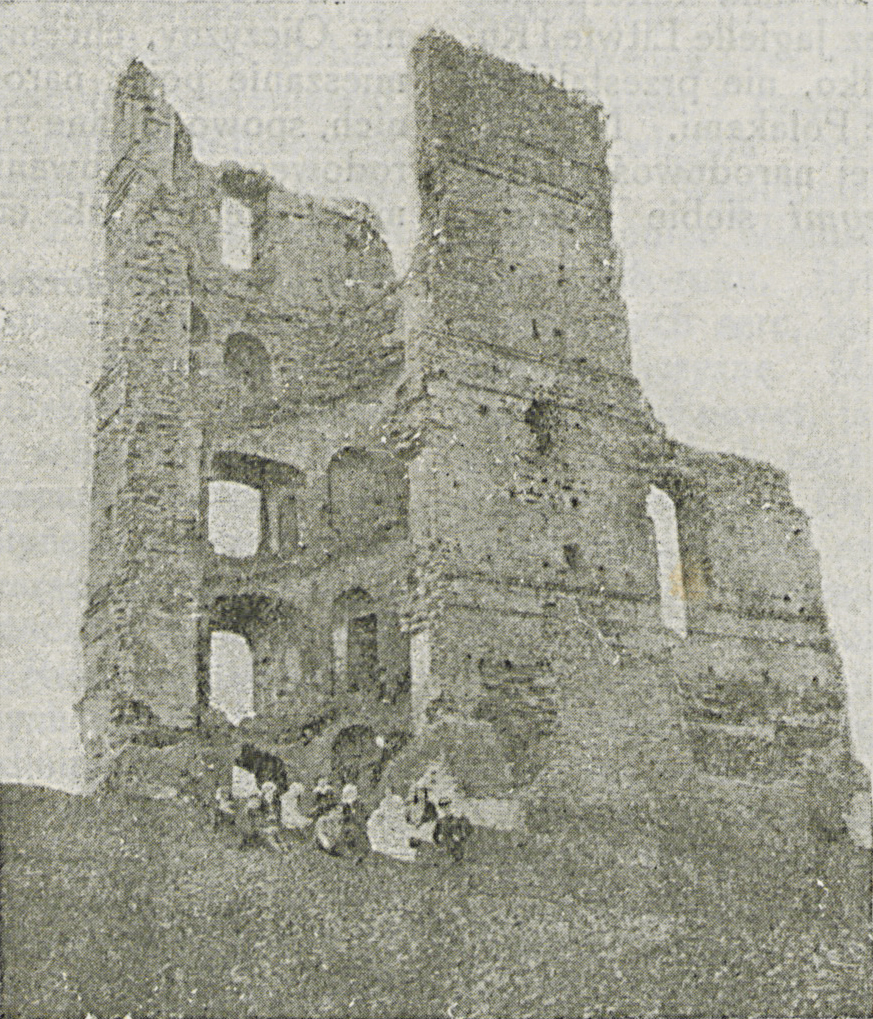
Wieża zamku w 1917 roku
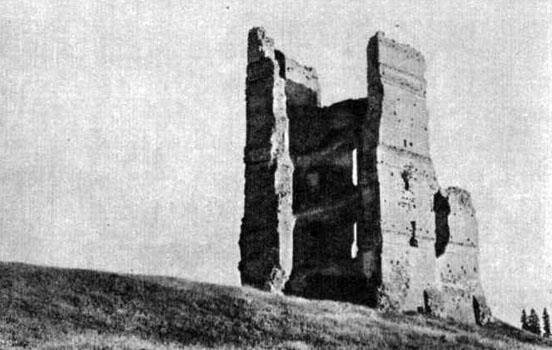
Wieża zamku w 1 poł. XX wieku
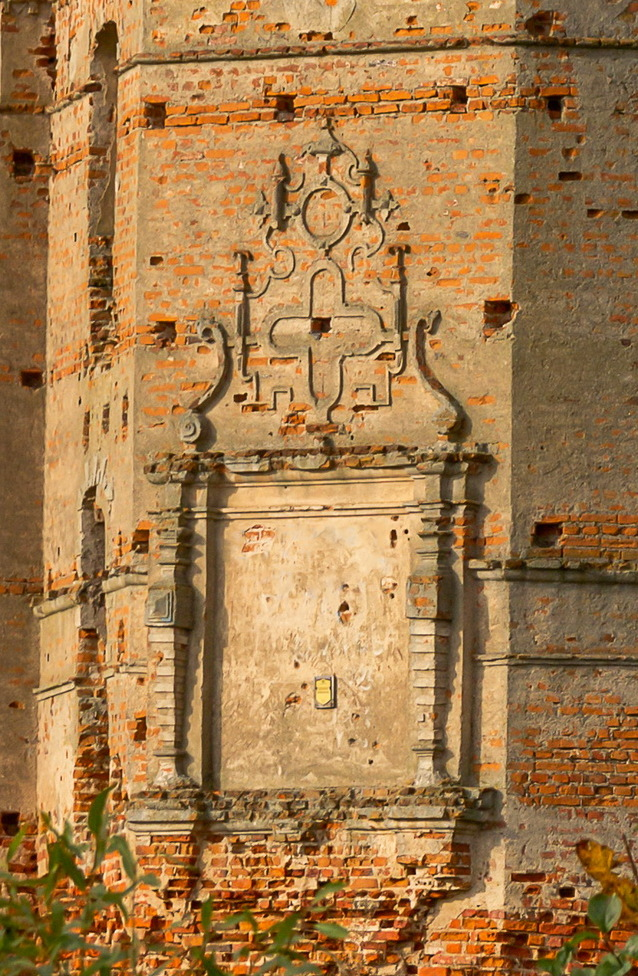
Fragment zamku
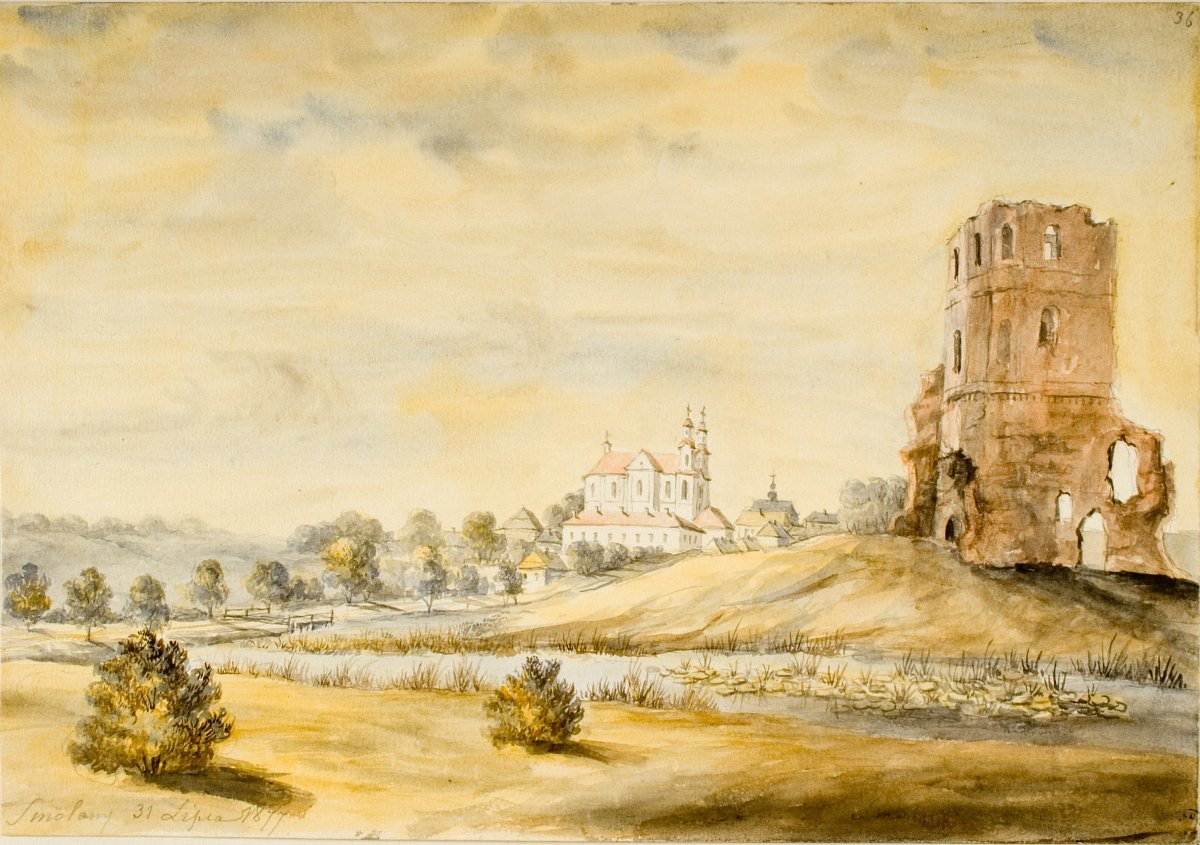
Zamek w Smolanach, rys. N.Orda w 1877 roku